# 北投穀倉
北投穀倉為建於台灣日治時期1938年的一棟穀倉建築，最初由有限責任北投信用購買組合所經營，以存放北投與關渡地區大量生產的稻米。其在2000年被指定為台北市市定古蹟，為台灣仍少數保留的日治時期穀倉建築。

## 介紹

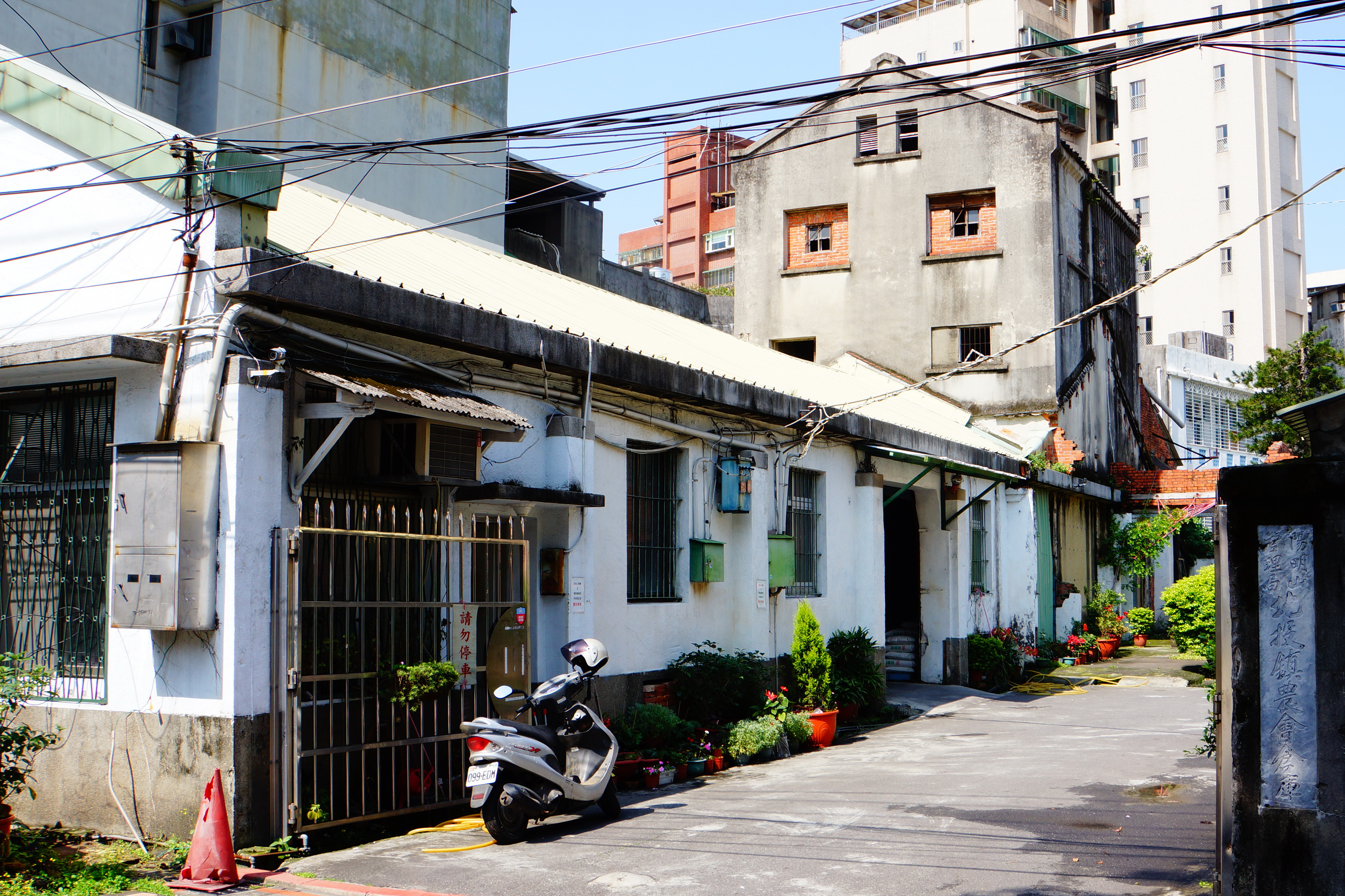
北投穀倉碾米機房

台灣各地在日治時期時，皆有農業性質的信用組合作為農民販賣所生產作物的對口，且常有附設穀倉和碾米廠。由於各地穀倉運作略有差異，臺灣總督府在1923年制定了《農業倉庫法》，統一規範農業倉庫的運作。北投信用購買組合成立於1923年，由於當時的稻米改良與水利灌溉工程的發展，稻米產量大增，故其便在1938年興建了此北投農業倉庫。北投農業倉庫的空間包含了辦公室、碾米機房及長條形的穀倉，而穀倉內共隔為12間，屋頂設有太子樓，以利空氣流通。北投信用購買組合在二戰後改組為北投區農會，北投穀倉亦繼續運作。其在近年來閒置後，部分空間作為香菇培養以及餐飲業使用。